# Aïn Adden
Aïn Adden est une commune de la wilaya de Sidi Bel Abbès en Algérie.